# Adenosma glutinosum
Adenosma glutinosum är en grobladsväxtart som först beskrevs av Carl von Linné, och fick sitt nu gällande namn av George Claridge Druce. Adenosma glutinosum ingår i släktet Adenosma och familjen grobladsväxter. Inga underarter finns listade i Catalogue of Life.